# Mikael Eskilandersson
Kent Johan Mikael Eskilandersson (1977) é um político sueco e membro do Riksdag pelos Democratas Suecos.
Eskilandersson trabalhou na silvicultura antes de se envolver na política. Ele foi eleito para o parlamento sueco em 2014 pelos Democratas Suecos.